# Anatomický ústav Lékařské fakulty Univerzity Komenského v Bratislavě
Anatomický ústav Lékařské fakulty Univerzity Komenského v Bratislavě je nejlepší stavbou rondokubismu na Slovensku. Jejím autorem je významný architekt Klement Šilinger (1887 – 1951), rodák ze Sazené nedaleko Prahy. Anatomický ústav byl vyvrcholením a zároveň uzavřením rondokubistického období jeho tvorby.

## Vznik
Projekt Anatomického ústavu vypracoval architekt už v roce 1923 s úmyslem vytvořit návrh provizorní stavby pro účely Lékařské fakulty UK. Stavba byla realizována až v letech 1925 až 1927 a dnes je součástí většího komplexu staveb, který se dále formoval v průběhu celého 20. století a který využívá Lékařská fakulta Univerzity Komenského pro své potřeby.

## Poloha
Budova se nachází v centru Bratislavy. Je navržena jako velkorysá dvoukřídlá stavba situovaná zčásti na Odborářském náměstí a zčásti na Sasinkově ulici. Hlavní vstup je umístěn v exponované nárožní pozici, kde ústí Sasinkova ulice do náměstí.

## Architektonické řešení
Budova má výrazně asymetrický půdorysný tvar. Základní hmota objektu je vytvořena jako dvojtrakt s chodbami v zadním průčelí. Vnější forma budovy, na rozdíl od tradičního řešení staveb, jasně odlišuje své funkčně významné, či jinak specifické prostory na fasádě.
Hlavní hmota je členěna na 3 základní celky, které vycházejí z tradiční koncepce výstavby architektonického objektu - podnož, tělo a ukončení. Podnož je výrazně robustní, procházející přes dvě podlaží a je ukončena masivní kordonovou římsou. Z hmoty podnože vyčnívají směrem do Sasinkovy ulice jednotlivé hmoty funkčně specifických prostor. Jsou to dva prosklené půlválce, kde jsou umístěny pitevny a hranatá hmota poslucháren s terasou na střeše. Tělo objektu tvoří tři podlaží, přičemž každé z nich prezentuje jiný tektonický princip. Na prvním z nich jsou umístěny v poloze mezi okny rondokubistické půlválcové pilastry s výraznou hranatou hlavicí. Podlaží je ukončeno jednoduchou kordonovou římsou. Druhé podlaží nemá pilastry, je však ukončeno mohutnou stupňovitou římsou. Poslední podlaží uzavírá fasádu ve vertikále, je vylehčeno střídáním půlválcových pilastrů a mohutných nadokenních oblouků. Tělo objektu ukončuje masivní korunní římsa. Ukončení je řešeno v podobě sedlové střechy.
Dominantou celé stavby je monumentální válcový rizalit umístěný v nárožní poloze. V této hmotě se nachází hlavní vstup do objektu. Jsou tu situovány troje vstupní dveře na výšku celé podnože. Válcová hmota je členěna jen na podnož a tělo. Tělo sestává ze dvou podlaží a mohutná stupňovitá římsa zde plní funkci římsy korunní. Hlavní vstup je zastřešen plochou střechou.
Z vnitřních prostor Anatomického ústavu je zajímavý šestiúhelníkový prostor hlavního schodiště, který je v přímé vazbě na vstupní rizalit. Uplatňují se zde taktéž detaily kubistického původu.
Některé konstrukční detaily Anatomického ústavu už odrážejí tehdejší moderní inženýrsko-konstrukční tendence. Pozoruhodné jsou zvláště subtilní příhradové nosníky, které jsou nosnou konstrukcí pro obloukové zasklení piteven.
Anatomický ústav Lékařské fakulty UK je příkladem výjimečné architektury dvacátých let 20. století na Slovensku. Celková forma Anatomického ústavu, která jasně vychází z jeho funkce, prezentuje ve své době výrazně nový názor na architekturu.